# FK Gwardejez Skworzowo
Der FK Gwardejez Skworzowo (russisch ФК Гвардеец Скворцово) war ein Fußballverein aus Skworzowo, einem Dorf im Rajon Simferopol auf der von Russland besetzten ukrainischen Halbinsel Krim. Der Verein wurde 2010 gegründet und war zunächst im ukrainischen Amateurfußball aktiv und spielte von 2018 bis 2022 insgesamt drei Jahre in der Krim-Liga mit.

## Geschichte
Der FC Bachtschyssaraj wurde im April 2015 in Skworzowe, einem Dorf im Rajon Simferopol, gegründet. Gründer und erster Präsident des Vereins war Vitali Polischuk, ein lokaler Unternehmer. Nachdem man zunächst nur in lokalen ukrainischen Amateurmeisterschaften aktiv gewesen war, versuchte man sich nach der Annexion der Krim durch Russland für die neu geschaffene Crimean Premier League zu qualifizieren. Am dichtesten war der FC Gvardeyets 2016 dran als man in der Relegation knapp am FC Rubin Jalta scheiterte. Zwei Jahre später gelang schließlich der Aufstieg in die höchste Spielklasse der Krim. Die Spielzeit 2018/19 war jedoch nicht sehr erfolgreich und man stieg direkt wieder ab. Allerdings gelang in der Folgesaison der sofortige Wiederaufstieg. Die Saison 2020/21 sollte zur erfolgreichsten Saison der Vereinsgeschichte werden. In der Liga wurde Gvardeyets Skworzowe Vizemeister hinter dem FK Sewastopol und im Pokal setzte man sich im Finale gegen den FK Jewpatorija mit 2:1 durch. In der Saison 2021/22 musste sich Gwardejez Skworzowe nach dem 25. Spieltag aus der Liga zurückziehen.

## Stadion
Der FC Gwardejez Skworzowe trug seine Heimspiele im Sportzentrum Skif in Nowopawliwka im Rajon Bachtschyssaraj aus.

## Erfolge
- Vizemeister der Krim-Liga: 2020/21
- Pokalsieger der Krim: 2020/21